# 曾熙丙
曾熙丙（16世紀—1644年），字用晦，福建福州府侯官縣人，明朝政治人物。

## 生平
曾熙丙是萬曆二十五年（1597年）丁酉科福建鄉試舉人，授惠安教諭，四十二年（1614年）陞新會知縣，能幹有謀略，有賊人聚眾計畫行劫，他提前得知，派遣差役捕獲賊人，由此盜賊絕跡，天啟元年（1621年）擢南京河南道監察御史，曾上疏「肅紀綱、養廉恥、清銓政、定人品、儲邊材」等十事，又力陳鄒元標、董應舉等人應該重用，當時魏忠賢專權，他守正不阿使奸人側目，然而奸人未能加害，所上疏皆留中不發，因此他以母親年老請求終養，其後多次婉拒薦用，崇禎十七年（1644年）流寇攻陷北京，他得知後哭著絕食，很快去世。

## 引用
1. 1 2  民國《閩侯縣志·卷六十七·列傳四下　明侯官》：曾熙丙，字用晦，萬厯丁酉舉人，惠安教諭，遷知新會縣，強幹有智慮，有群盜聚黨方謀行劫，熙丙先詗知，遣役遽入其舍擒之，自是盜賊屏跡，擢南京御史，天啟初上疏陳十事，其言「肅紀綱、養廉恥、清銓政、定人品、儲邊材」尤懇摯，又力疏鄒元標、董應舉輩當大用，時閹人擅權，毒流遠邇，熙丙守正不阿，奸人側目，然莫能加害，所上前後疏皆留中，遂以母老乞終養，屢薦不起，崇禎甲申流寇陷京師，熙丙聞報哭不食者累日月餘卒。
2. ↑  《明熹宗悊皇帝實錄》·卷五：（天啟元年正月癸巳）吏部續考科道等官……候補曾熙丙南京河南道御史，報可。